# おれんじ九州
おれんじ九州（おれんじきゅうしゅう）は、九四オレンジフェリーが運航しているフェリー。

## 概要
九州 (2代)の代船として西造船(現：あいえす造船)で建造され、2007年7月3日に臼杵 - 八幡浜航路に就航した。

### 就航航路
- 臼杵港 - 八幡浜港

本船とおれんじ四国の2隻で1日7往復を運航する。

## 設計
船体は4層構造で上部から操舵室・乗組員区画、2層の旅客区画（第2・第3甲板）、車両甲板となっている。
船内はバリアフリー対応となっており、車両甲板と旅客区画の間には車椅子対応エスカレーターが設置されている。

## 船内

### 船室
- 特等室（2名×1室） - シャワー室、トイレ、洗面所付[1]
- 一等室（24名（6名×14室））[1]
- 二等室（433名）
- ドライバー室（26名）

### 設備
パブリックスペース
- エントランス
- 案内所
- 椅子席（テレビラウンジ）
- 喫煙ラウンジ
- ペットルーム[1]

供食・物販設備
- 軽食コーナー[1]
- 売店
- 自動販売機コーナー[1]

入浴設備
- シャワー室

娯楽設備
- ゲームコーナー[1]
- マッサージコーナー[1]
- インターネットコーナー